# Greta Lee
Greta Jiehan Lee (nacida el 7 de marzo de 1983) es una actriz y modelo estadounidense.

## Primeros años
Lee nació y creció en Los Ángeles, California. Sus padres son inmigrantes coreanos.
Mientras asistía a la Escuela Harvard-Westlake, se interesó en las artes escénicas. Después de la secundaria, estudió comunicación y teatro en la Universidad Northwestern. Luego se mudó a la ciudad de Nueva York para dedicarse a la actuación.

## Carrera
Lee hizo su debut en Broadway en 2007 como la estudiante de honor multilingüe Marcy Park (reemplazo) en el 25,º Concurso Anual de Ortografía del Condado de Putnam y en 2010 apareció en La Bête como Dorine. Ha interpretado a Soojin en Girls y a Homeless Heidi en High Maintenance. Fue estrella invitada en los programas de televisión New Girl y Wayward Pines. Coprotagonizó como Hae Won en Sisters junto a Tina Fey y Amy Poehler. Lee interpretó a Maxine en la serie de comedia dramática de Netflix Russian Doll y a Stella Bak en la serie dramática de Apple TV+ The Morning Show. Lee también interpretó a Nora en la película Past Lives de 2023.

## Vida personal
Lee está casada con Russ Armstrong, con quien tiene dos hijos.

## Filmografía

### Cine
| Año  | Título                              | Papel                      | Notas                                             |
| ---- | ----------------------------------- | -------------------------- | ------------------------------------------------- |
| 2012 | Hello I Must Be Going               | Gap Girl                   |                                                   |
| 2013 | Hair Brained                        | Gertrude Lee               |                                                   |
| 2014 | St. Vincent                         | Teller #23                 |                                                   |
| 2014 | While We're Young                   | Sundance Interviewer (voz) |                                                   |
| 2014 | Top Five                            | Pill Girl                  |                                                   |
| 2014 | The Cobbler                         | Kara                       |                                                   |
| 2015 | Sisters                             | Hae-Won Chan               |                                                   |
| 2016 | 10 Crosby                           | Cabbie                     | Cortometraje; segmento: "HiFi"                    |
| 2016 | Money Monster                       | Amy Lee                    |                                                   |
| 2017 | Fits and Starts                     | Jennifer                   |                                                   |
| 2017 | Gemini                              | Tracy                      |                                                   |
| 2017 | Cabiria, Charity, Chastity          | Nina the Showgirl          | Cortometraje                                      |
| 2017 | Pottersville                        | Ilene                      |                                                   |
| 2018 | In a Relationship                   | Maggie                     |                                                   |
| 2018 | Spider-Man: un nuevo universo       | Lyla                       | Personaje acreditado como "Interesting Person #2" |
| 2021 | Rumble                              | Concejala                  | Cameo                                             |
| 2023 | Past Lives                          | Nora                       |                                                   |
| 2023 | Spider-Man: Across the Spider-Verse | Lyla                       |                                                   |
| 2023 | Strays                              | Bella                      |                                                   |
| 2023 | Problemista                         | Dalia                      |                                                   |
| 2024 | The Tiger's Apprentice              | Rabbit                     |                                                   |

### Televisión
| Año       | Título                                         | Papel                        | Notas                                  |
| --------- | ---------------------------------------------- | ---------------------------- | -------------------------------------- |
| 2006      | Law & Order: Special Victims Unit              | Heather Kim                  | Episodio: "Taboo"                      |
| 2009      | The Electric Company                           | Greta / Allie                | 2 episodios                            |
| 2012–2018 | High Maintenance                               | Heidi                        | 4 episodios                            |
| 2012–2013 | Nurse Jackie                                   | Nurse                        | 3 episodios                            |
| 2013      | Royal Pains                                    | Daisy                        | Episodio: "Pins and Needles"           |
| 2013      | Bad Management                                 | Mel                          | Película de TV                         |
| 2013–2014 | Girls                                          | Soojin                       | 4 episodios                            |
| 2013–2016 | Inside Amy Schumer                             | Herself                      | Recurrente                             |
| 2014      | Seriously Distracted                           | Paige                        | Protagonista                           |
| 2014      | Old Soul                                       | Alix                         | Piloto de TV                           |
| 2014–2015 | New Girl                                       | Kai                          | 5 episodios                            |
| 2014–2015 | Above Average Presents                         | Various                      | 2 episodios                            |
| 2015      | Good at Life                                   | Dr. Simon                    | Piloto de TV                           |
| 2015      | Sharing                                        | Heidi Salazar                | Piloto de TV                           |
| 2015–2016 | Wayward Pines                                  | Ruby                         | Recurrente                             |
| 2016–2017 | Chance                                         | Lucy                         | Recurrente                             |
| 2017      | Broad City                                     | Dr. Elizabeth Fuller         | Episodio: "Witches"                    |
| 2017–2018 | The Good Fight                                 | Amber Wood-Lutz              | 2 episodios                            |
| 2019–2022 | Russian Doll                                   | Maxine                       | Protagonista                           |
| 2019      | At Home with Amy Sedaris                       | Greta Lee                    | Episodio: "Anniversary"                |
| 2019      | The Other Two                                  | Genevieve Kim                | Episodio: "Chase Shoots a Music Video" |
| 2020      | Miracle Workers: Dark Ages                     | Princess Vicky of Valdroggia | 2 episodios                            |
| 2020      | What We Do in the Shadows                      | Celeste                      | Episodio: "Collaboration"              |
| 2020      | The Twilight Zone                              | Ellen Jones                  | Episodio: "You Might Also Like"        |
| 2020      | Mo Willems: Don't Let the Pigeon Do Storytime! | Ella misma                   | Protagonista                           |
| 2021–2025 | The Morning Show                               | Stella Bak                   | 20 episodios                           |
| 2021–2023 | HouseBroken                                    | Varios personajes (voz)      | 14 episodios                           |
| 2025      | The Studio                                     | Ella misma                   | Episodio: "The Oner"                   |